# 安德烈娅·伊瑟雷斯库
安德烈娅·伊瑟雷斯库（羅馬尼亞語：Andreea Isărescu，1984年7月3日—），罗马尼亚女子竞技体操运动员。她曾代表罗马尼亚获得2000年夏季奥运会体操比赛女子团体全能金牌。